# Туркестанский усач
Туркестанский усач (лат. Luciobarbus capito conocephalus) — пресноводная рыба из семейства карповых, подвид усача булат-маи (Luciobarbus capito).

## Описание
Крупная рыба, достигающая длины 70 см и массы 16 кг. Окраска золотистая с резким переходом от тёмноокрашенной спины к светлому низу. Высота спинного плавника составляет 15—16 % длины тела. В нём 3—4 неветвистых луча и 8 ветвистых, в анальном 2—3 неветвистых и 5 ветвистых. В боковой линии 59 — 68 чешуй. Чешуя крупнее, чем у аральского усача.

## Ареал и места обитания
Туркестанский усач распространён в Средней Азии в водоёмах бассейна Аральского моря на территории Казахстана, Узбекистана, Туркмении, Киргизии и Таджикистана. Обитает в реках Амударья, Сырдарья, Зеравшан, Чу, Нарын, Урга и их притоках. Является типично речной туводной формой. Населяет равнинные участки рек. Всегда был малочислен, но встречался гораздо чаще аральского усача.

## Питание
Питается донными беспозвоночными и молодью рыб.

## Размножение
В период нереста поднимается по рекам на 1000 км. Нерестится в апреле—мае на разливах рек с песчано — каменистыми грунтами, по всему равнинному течению рек. Плодовитость до 2000 икринок. Нерест может происходить через год или два.

## Охрана
Занесен в Красные книги Казахстана, Узбекистана, Киргизии, Туркмении и Таджикистана. В Киргизии является исчезающим подвидом. Лимитирующим фактором является зарегулирование рек плотинами, что полностью перекрыло многие миграционные пути. Рекомендуются следующие меры охраны: запрещение любительского рыболовства, охрана мест нереста и нагула, установление численности подвида и уточнение его статуса.